# José F. Botello Borrego
Gral. José F. Botello Borrego fue un militar mexicano que participó en la Revolución mexicana. Nació en Zacatecas, Zacatecas, en 1889 en donde hizo sus primeros estudios. Militó en el constitucionalismo. Comandante del 16 Batallón. Fue general brigadier con antigüedad desde el 21 de marzo de 1926 y general de brigada con fecha de 16 de noviembre de 1940.